# Iliana Raeva

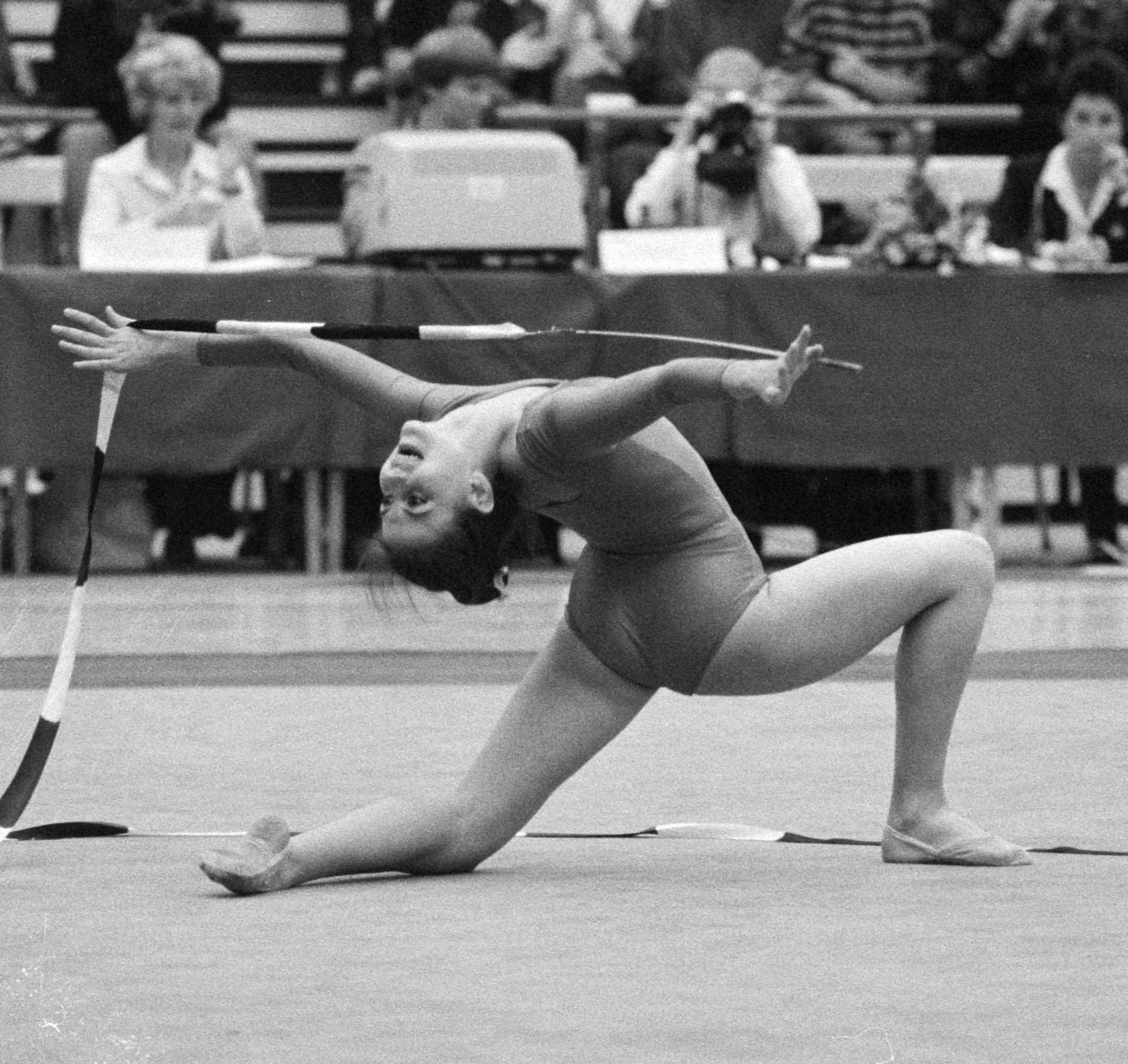
Iliana Raeva en el campeonato de Europa celebrado en Ámsterdam en 1980.

Iliana Raeva (en búlgaro, Илиана Раева) es una ex gimnasta búlgara nacida en Sofía el 15 de marzo de 1963.

## Trayectoria
Se formó en el club Levsky y fue entrenada por Zlatka Boncheva y Neshka Robeva. 
Fue una de las más destacadas de la gimnasia rítmica mundial de fines de la década de los años 70 y principios de los 80. 
Su primera gran competición fue el campeonato de Europa de 1978 de Madrid donde no pudo obtener ninguna medalla ya que finalizó en sexto lugar del concurso completo y participó en las finales por aparatos de cuerda, cinta y pelota, en las que acabó cuarta, quinta y sexta, respectivamente. 
En 1979, en el campeonato del mundo celebrado en Londres, fue cuarta en el concurso completo, medalla de oro en la final de mazas, de plata en la de pelota y quinta en la final de cinta. 
En 1980, en el campeonato de Europa celebrado en Ámsterdam fue la gran triunfadora al obtener cuatro medallas de oro, en el concurso completo individual y en las finales de mazas, aro y cuerda, así como una de plata en cinta.
En el campeonato del mundo de Múnich de 1981 obtuvo la medalla de plata en el concurso completo, así como en las finales de aro y cinta, además de la medalla de bronce en cuerda y un cuarto lugar en mazas.
En 1982 participó en el campeonato de Europa celebrado en Stavanger, donde logró cuatro medallas de bronce, en el concurso general y en las finales de cinta, mazas y aro, además de una de plata en la final de cuerda.
Fundó el «club Iliana» de gimnasia rítmica en 1993, fue entrenadora del conjunto de gimnasia rítmica de Bulgaria y desde 2012 es presidenta de la Federación Búlgara de Gimnasia.